# 오명신
오명신(1991년 7월 28일 ~ )는 대한민국의 MBC충북 전직 아나운서이다.

## 프로필
- 출생 : 1991년 7월 28일
- 학력 : 동국대학교 신문방송학과

## 경력
- MBC충북 아나운서
- 목포MBC 리포터
- CMB광주방송 아나운서 & 기자

## 방송활동
- MBC충북 뉴스데스크(충주) 진행
- MBC충북 라디오 <정오의 희망곡 오명신입니다> PD 및 진행

## 수상
- 2014 대한민국프레젠테이션대회 최우수상